# 茨木市立平田中学校
茨木市立平田中学校（いばらきしりつ ひらたちゅうがっこう）は、大阪府茨木市平田一丁目にある公立中学校。1981年に開校した。

## 沿革
- 1980年12月 - 茨木市12番目の中学校として創立「平田中学校」と決定
- 1981年4月 - 新築校舎及び体育館・運動場竣工式
- 1982年5月 - 校歌制定委員会発足し一般募集、丸山亜季先生 作詞・作曲　発表会
- 1981年7月 - プール竣工式
- 1992年4月 - 養護学級教室完成
- 2006年9月 - 体育館・南校舎の耐震補強

## 通学区域
- 茨木市立玉島小学校の校区の大半
- 茨木市立中津小学校の校区の一部
- 茨木市立水尾小学校の校区の一部
- 茨木市立大池小学校の校区の一部

## 交通アクセス
- 阪急茨木市駅から南東へ約1.7km
- 阪急バス二階堂バス停 南へ約200m
- 近鉄バス平田一丁目バス停 東へ約100m